# Grant County (Minnesota)
Das Grant County ist ein County im US-amerikanischen Bundesstaat Minnesota. Im Jahr 2020 hatte das County 6074 Einwohner und eine Bevölkerungsdichte von 4,3 Einwohnern pro Quadratkilometer. Der Verwaltungssitz (County Seat) ist Elbow Lake.

## Geografie

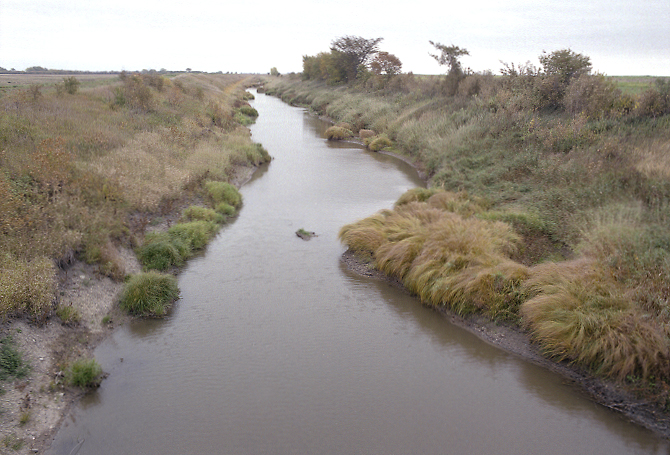
Der Mustinka River

Das County liegt im Westen von Minnesota und ist etwa 35 km von North Dakota sowie South Dakota entfernt. Es hat eine Fläche von 1490 Quadratkilometern, wovon 75 Quadratkilometer Wasserfläche sind.
Der Pomme de Terre River entwässert den Osten des Countys und fließt weiter südlich in den Minnesota River, einen rechten Nebenfluss des Mississippi. Durch den Westen des Countys fließt der Mustinka River, der weiter nördlich in den Lake Traverse mündet und über den Bois de Sioux River, den Red River of the North und den Winnipegsee zum Stromgebiet des Nelson River gehört. Zwischen beiden Flüssen befindet sich die Wasserscheide zwischen dem Golf von Mexiko und der Hudson Bay.
An das Grant County grenzen folgende Nachbarcountys:
| Wilkin County   | Otter Tail County |                |
|                 |                   | Douglas County |
| Traverse County | Stevens County    | Pope County    |

## Geschichte

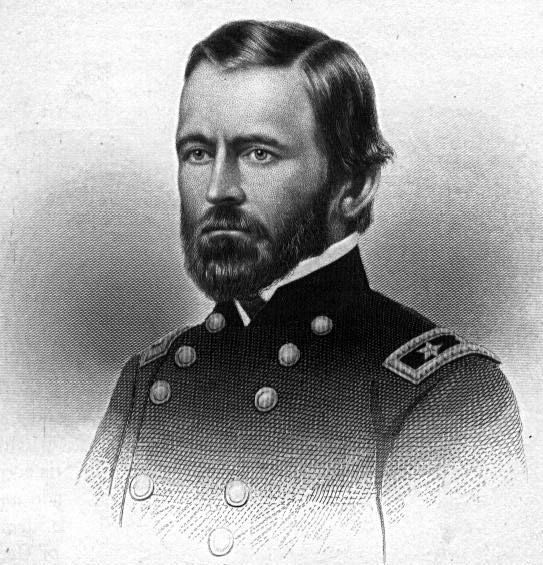
U. S. Grant

Das Grant County wurde am 6. März 1868 aus Teilen des Stevens County, Traverse County und Wilkin County gebildet. Benannt wurde es nach Ulysses S. Grant (1822–1885), dem 18. Präsidenten der Vereinigten Staaten.

## Demografische Daten
Nach der Volkszählung im Jahr 2010 lebten im Grant County 6018 Menschen in 2646 Haushalten. Die Bevölkerungsdichte betrug 4,3 Einwohner pro Quadratkilometer. In den 2646 Haushalten lebten statistisch je 2,23 Personen.
Ethnisch betrachtet setzte sich die Bevölkerung zusammen aus 97,9 Prozent Weißen, 0,4 Prozent Afroamerikanern, 0,2 Prozent amerikanischen Ureinwohnern, 0,3 Prozent Asiaten, 0,1 Prozent Polynesiern sowie aus anderen ethnischen Gruppen; 1,1 Prozent stammten von zwei oder mehr Ethnien ab. Unabhängig von der ethnischen Zugehörigkeit waren 1,8 Prozent der Bevölkerung spanischer oder lateinamerikanischer Abstammung.
21,3 Prozent der Bevölkerung waren unter 18 Jahre alt, 56,8 Prozent waren zwischen 18 und 64 und 21,9 Prozent waren 65 Jahre oder älter. 50,5 Prozent der Bevölkerung war weiblich.

Das jährliche Durchschnittseinkommen eines Haushalts lag bei 43.777 USD. Das Pro-Kopf-Einkommen betrug 24.169 USD. 12,4 Prozent der Einwohner lebten unterhalb der Armutsgrenze.

## Ortschaften im Grant County
Citys
| - Ashby - Barrett - Elbow Lake - Herman | - Hoffman - Norcross - Wendell |

Unincorporated Communities
- Erdahl
- Pomme de Terre

## Gliederung
Das Grant County ist neben den sieben Citys in 16 Townships eingeteilt:
| Township            | Einwohner (2010) | FIPS     |
| ------------------- | ---------------- | -------- |
| Delaware Township   | 102              | 27-15508 |
| Elbow Lake Township | 141              | 27-18476 |
| Elk Lake Township   | 281              | 27-18620 |
| Erdahl Township     | 347              | 27-19538 |
| Gorton Township     | 49               | 27-24650 |
| Land Township       | 261              | 27-35396 |
| Lawrence Township   | 84               | 27-35882 |
| Lien Township       | 111              | 27-36998 |

| Township                | Einwohner (2010) | FIPS     |
| ----------------------- | ---------------- | -------- |
| Logan Township          | 93               | 27-37862 |
| Macsville Township      | 114              | 27-39194 |
| North Ottawa Township   | 50               | 27-47140 |
| Pelican Lake Township   | 450              | 27-50128 |
| Pomme de Terre Township | 133              | 27-51838 |
| Roseville Township      | 124              | 27-55816 |
| Sanford Township        | 153              | 27-58468 |
| Stony Brook Township    | 133              | 27-62986 |